# Regula Le Bel–Van 't Hoff

Patru atomi de carbon asimetrici în molecula de glucoză (așezați la capetele celor patru legături carbon-oxigen, marcate cu roșu)

În chimia organică, Regula Le Bel–Van 't Hoff afirmă că numărul de stereoizomeri al unui compus organic care nu conține planuri interne de simetrie este de 2n, unde n reprezintă numărul de atomi de carbon asimetrici. Joseph Achille Le Bel și Jacobus Henricus van 't Hoff au publicat împreună această ipoteză în 1874, care explicat toată asimetria moleculară cunoscută la acea vreme.
De exemplu, patru dintre atomii de carbon dintr-o moleculă de aldohexoză sunt asimetrici, deci conform regulii Le Bel – Van 't Hoff, aceasta  va trebui să aibă 24 = 16 stereoizomeri. Calculul este într-adevăr corect: acești 16 izomeri reprezintă doi enantiomeri (izomeri optici), fiecare având opt diastereoizomeri diferiți: aloză, altroză, glucoză, manoză, guloză, idoză, galactoză și taloză.